# East Lansdowne
East Lansdowne es un borough ubicado en el condado de Delaware en el estado estadounidense de Pensilvania. En el año 2000 tenía una población de 2,586 habitantes y una densidad poblacional de 4,833.1 personas por km².

## Geografía
East Lansdowne se encuentra ubicado en las coordenadas 39°56′39″N 75°15′37″O / 39.94417, -75.26028

## Demografía
Según la Oficina del Censo en 2000 los ingresos medios por hogar en la localidad eran de $44,205 y los ingresos medios por familia eran $53,021. Los hombres tenían unos ingresos medios de $37,813 frente a los $28,409 para las mujeres. La renta per cápita para la localidad era de $19,558. Alrededor del 7.6% de la población estaba por debajo del umbral de pobreza.